# OR1D2
Olfaktorni receptor 1D1 je protein koji je kod ljudi kodiran OR1D1 genom.
Olfaktorni receptori formiraju interakcije sa molekulima mirisa u nosu, čime se inicira neuronski respons koji izaziva percepciju mirisa. Oni su odgovorni za prepoznavanje i G proteinima posredovanu transdukciju mirisnih signala. Proteini olfaktornih receptora su članovi velike familije G protein spregnutih receptora (GPCR). Poput mnogih receptora za neurotransmitere i hormone, olfaktorni receptori imaju strukturu 7-transmembranskog domena. Oni su kodirani genima sa jednim eksonom. Geni olfaktornih receptora su najveća familija genoma. Nomenklatura gena i proteina olfaktornih receptora je nezavisna od drugih organizama.

## Literatura
- Selbie LA, Townsend-Nicholson A, Iismaa TP, Shine J (1992). „Novel G protein-coupled receptors: a gene family of putative human olfactory receptor sequences.”. Brain Res. Mol. Brain Res. 13 (1–2): 159—63. PMID 1315913. doi:10.1016/0169-328X(92)90057-I.
- Ben-Arie N; Lancet D; Taylor C;  . (1994). „Olfactory receptor gene cluster on human chromosome 17: possible duplication of an ancestral receptor repertoire”. Hum. Mol. Genet. 3 (2): 229—35. PMID 8004088. doi:10.1093/hmg/3.2.229.
- Schurmans S; Muscatelli F; Miot F;  . (1993). „The OLFR1 gene encoding the HGMP07E putative olfactory receptor maps to the 17p13→p12 region of the human genome and reveals an MspI restriction fragment length polymorphism”. Cytogenet. Cell Genet. 63 (3): 200—4. PMID 8097991. doi:10.1159/000133534.
- Nekrasova E; Sosinskaya A; Natochin M;  . (1996). „Overexpression, solubilization and purification of rat and human olfactory receptors”. Eur. J. Biochem. 238 (1): 28—37. PMID 8665947. doi:10.1111/j.1432-1033.1996.0028q.x.
- Glusman G; Sosinsky A; Ben-Asher E;  . (2000). „Sequence, structure, and evolution of a complete human olfactory receptor gene cluster”. Genomics. 63 (2): 227—45. PMID 10673334. doi:10.1006/geno.1999.6030.
- Fuchs T; Malecova B; Linhart C;  . (2003). „DEFOG: a practical scheme for deciphering families of genes”. Genomics. 80 (3): 295—302. PMID 12213199. doi:10.1006/geno.2002.6830.
- Strausberg RL; Feingold EA; Grouse LH;  . (2003). „Generation and initial analysis of more than 15,000 full-length human and mouse cDNA sequences”. Proc. Natl. Acad. Sci. U.S.A. 99 (26): 16899—903. PMC 139241 . PMID 12477932. doi:10.1073/pnas.242603899.
- Spehr M; Gisselmann G; Poplawski A;  . (2003). „Identification of a testicular odorant receptor mediating human sperm chemotaxis”. Science. 299 (5615): 2054—8. PMID 12663925. doi:10.1126/science.1080376.
- Malnic B, Godfrey PA, Buck LB (2004). „The human olfactory receptor gene family”. Proc. Natl. Acad. Sci. U.S.A. 101 (8): 2584—9. PMC 356993 . PMID 14983052. doi:10.1073/pnas.0307882100.
- Gerhard DS; Wagner L; Feingold EA;  . (2004). „The status, quality, and expansion of the NIH full-length cDNA project: the Mammalian Gene Collection (MGC)”. Genome Res. 14 (10B): 2121—7. PMC 528928 . PMID 15489334. doi:10.1101/gr.2596504.

## Spoljašnje veze
- OR1D1+protein,+human на 